# ドリアン ドリアン
『ドリアン ドリアン』（原題：榴槤飄飄、英題：Durian Durian）は、2000年の香港映画。香港の歓楽街で体を売って稼ぐ中国の若い女性の、大金を持って故郷の牡丹江市へ戻ってからの戸惑いを描いている。

## キャスト
- チン・イエン：チン・ハイルー
- ファン：マク・ワイファン
- ファンの父：ウォン・ミン
- ファンの母：ヤン・メイカム
- ウェンウェン：マク・シュエウェン
- イェンの父：チェン・リェングイ
- イェンの母：ジャン・リーイェン
- チンピラ：ユン・ワイイー
- シャオミン：バイ・シャオミン
- シャオリー：ヤン・シャオリー
- ：アーロン
- ：リー・シュアン
- ：フー・チンヨン
- ：ルー・チーハン

## スタッフ
- 監督・脚本：フルーツ・チャン
- 原案：フルーツ・チャン、シン・ジーミン、チャン・ワイクーン
- 製作：ドリス・ヤン
- 撮影：ラム・ワーチュン
- 音楽：ラム・ワーチュン、チュー・ヒンチョン
- 美術：ティン・ムック
- 編集：ティン・サムファ
- 録音：ニップ・ケイウィン、フィリス・チョン、ジャン・ポン、チャン・ワイクーン

## 受賞歴
- 第20回香港電影金像奨最優秀脚本賞・最優秀新人賞
- 第6回香港金紫荊奨最優秀脚本賞・最優秀主演女優賞
- 第7回香港電影評論学会大奨最優秀作品賞・最優秀女優賞
- 第38回台湾金馬奨最優秀作品賞・最優秀主演女優賞